# راسيل إل. كالدويل
راسيل إل. كالدويل (بالإنجليزية: Russell L. Caldwell)‏ هو مؤرخ أمريكي، ولد في 13 أغسطس 1904، وتوفي في 23 مايو 1979.
تزوج كالدويل بزوجته روث في 2 سبتمبر 1934 في توليدو، أوهايو، في حفل أقامه والد روث، القس بي تي بيرنورث. وولد ابنهما ستانلي راسل كالدويل في ووستر، أوهايو، حيث كان كالدويل يدرس في المدرسة الثانوية قبل أن تنتقل العائلة إلى جنوب كاليفورنيا. قامت ابنتهما روث بالتدريس لسنوات عديدة في كلية لوثر (ديكورا، آيوا).